# Qabaqdibi
Qabaqdibi è un comune dell'Azerbaigian situato nel distretto di Yardımlı. Conta una popolazione di 1 374 abitanti.